# Neoitamus peregrinus
Neoitamus peregrinus är en tvåvingeart som beskrevs av Carrera och Machado-allison 1963. Neoitamus peregrinus ingår i släktet Neoitamus och familjen rovflugor. Inga underarter finns listade i Catalogue of Life.